# Holectipoides
Els holectipoides (Holectypoida) són un ordre extint d'equinoïdeus irregulars. Aquest ordre inclou moltes espècies fòssils, que van ser molt abundants al Cretaci, i distribuïdes a tots els mars del planeta. Van aparèixer al Juràssic inferior (Pliensbaquià) i va desaparèixer al final del Cretaci superior (Maastrichtià).

## Característiques
Els holectipoides són eriçons de mar que viuen enterrats a la sorra i filtren per a menjar; per fer-ho, utilitzen la llanterna d'Aristòtil (a diferència de la majoria d'Irregularia), inclòs en un gran peristoma central. El seu disc apical es redueix, l'anus es troba a la superfície oral, darrere de la boca. Els tubercles estan perforats i crenulats, i les radioles son molt curtes.

## Taxonomia
L'ordre Holectypoida inclous 44 espècies en quatre famílies:
- Família Anorthopygidae Wagner & Durham, 1966b †
- Família Coenholectypidae Smith & Wright, 1999 †
- Família Discoididae Lambert, 1900 †
- Família Holectypidae Lambert, 1900 †